# Junior Enterprises Belgium
Junior Enterprises Belgium (JE Belgium) is de Confederatie van Belgische Junior Enterprises. Het doel van JE Belgium is om het concept van Junior Enterprises in België te sensibiliseren en te versterken. De vereniging biedt ook ondersteuning en hulp aan studenten die hun eigen Junior Enterprise willen starten. Junior Enterprises Belgium is lid van het Europese netwerk van Junior Enterprises.
In België zijn er vandaag 17 Junior Enterprises verdeeld in de 3 regio's van het land. Deze Junior Enterprises bieden adviesdiensten in een gevarieerd toepassingsgebied aan bedrijven en zelfstandigen.

## Concept van Junior Enterprises
Een Junior Enterprise (JE) is een non-profitorganisatie, uitsluitend opgericht en beheerd door studenten van het hoger onderwijs, die adviesdiensten verleent aan bedrijven, instellingen en individuen.
Junior Enterprises zijn identiek aan echte ondernemingen, met als belangrijkste doel het leren van hun leden door praktische ervaring te verbeteren.

## Geschiedenis
EAA Consult is de eerste Belgische Junior Enterprise. Het werd in 1991 opgericht door studenten bedrijfskunde van de Universiteit van Luik.
In 1996 werd aan de Katholieke Universiteit van Leuven het eerste Belgische Junior Enterprise op technisch vlak opgericht: Junior Ingénieur Conseil.
Op 4 maart 1998 besloten de Belgian Junior Enterprises om samen te komen in een confederatie, gevolgd door de oprichting van de Belgian Confederation of Junior Enterprises (BCJE), voorloper van Junior Enterprises Belgium. In datzelfde jaar trad het BCJE toe tot de Europese Confederatie van Jonge Ondernemingen . Helaas heeft het BCJE, na interne beheersproblemen, zijn confederale structuur opgegeven en de Europese Confederatie van Junior Enterprises verlaten in 2004 .
Eveneens in 2004 werd een nieuwe structuur van het Belgische netwerk gecreëerd, de Fédération Belge des Junior Entreprises (FBJE) werd geboren. Dit nieuwe netwerk blijft groeien en is in juli 2006 toegetreden tot de Europese Confederatie van Junior Enterprises .
In 2007 zag de FBJE voor het eerst in haar bestaan de ontwikkeling van een JE uit Vlaanderen, Academics For Companies . Na dit evenement en de toetreding tot de Europese Confederatie van Junior Enterprises, besloot het de niet-Franstalige benaming JADE België te nemen.
Na enkele jaren van stagnatie breidt het netwerk sterk uit en herwint het concept Junior Enterprise vanaf 2016 aan populariteit in België.
In 2019 werd een rebranding gelanceerd in het hele Europese netwerk: JADE Belgium werd Junior Enterprises Belgium.

## Missies van JE België[2]

### Ondersteuning
JE Belgium helpt en ondersteunt Junior Enterprises om de kwaliteit te verbeteren en te winnen. Jaarlijks wordt een audit van elke structuur uitgevoerd en wordt er getraind in overeenstemming met de behoeften van de Junior Entrepreneurs.

### Ontwikkeling
JE België volgt de nieuwe structuren op de voet en neemt contact op met studentenorganisaties die dezelfde belangen delen om het Belgische netwerk van Junior Enterprises uit te breiden. De confederatie organiseert ook jaarlijkse evenementen om jonge ondernemers te ontmoeten.

### Vertegenwoordiging
JE België verdedigt de belangen van het Belgische netwerk op nationaal en internationaal niveau. De vereniging probeert ook de zichtbaarheid van Junior Enterprises in het bedrijfsleven te verbeteren en het concept van Junior Enterprises te promoten.

## Lijst van Junior Enterprises[3]
| Naam                           | Activiteitsveld                                  | Implantatie                  |
| ------------------------------ | ------------------------------------------------ | ---------------------------- |
| Academics for companies        | Engineering, marketing, financiën, strategie     | Leuven (KU Leuven)           |
| CSLabs                         | Computertechnologie                              | Namen (UNamur)               |
| Expand                         | Engineering, biotechnologie                      | Louvain-La-Neuve (UCLouvain) |
| FUCaM Junior Consulting        | Financiën, marketing, IT, strategie              | Mons (FUCaM / HELHa)         |
| HEC Liège Advisory             | Financiën, marketing, strategie                  | Luik (ULg)                   |
| ICHEC Junior Consult           | Financiën, marketing, strategie                  | Brussel (ICHEC)              |
| JEN Consult                    | Financiën, marketing, strategie                  | Namen (UNamur)               |
| Jewac's                        | Financiën, marketing                             | Bergen (Umons - Warocqué)    |
| Junior Consulting              | Financiën, marketing, strategie                  | Hasselt (UHasselt)           |
| LLN Juris Club                 | Hulp en juridisch advies                         | Louvain-La-Neuve (UCLouvain) |
| LSMConseil                     | Marketing, engineering, strategie, financiën, IT | Louvain-La-Neuve (UCLouvain) |
| N-HiTec                        | Elektronica - IT-consulting                      | Luik (ULg)                   |
| Solvay Student Consulting Club | Financiën, marketing, strategie, engineering, IT | Brussel (Solvay)             |
| Yep'tech Mons                  | IT                                               | Bergen (UMons)               |